# Татикије
Татикије (грч. Τατίκιος) био је генерал Византијског царства за време владавине цара Алексија I Комнина. Један је од учесника Првог крсташког рата и Крсташког рата 1101. године. 

## Улога у Првом крсташком рату
Татикије је командовао византијским одредом током Првог крсташког рата. Учествовао је у опсади Никеје тако што је град бомбардовао грчком ватром. Татикије је учествовао и у опсади Антиохије. Крсташи су га окривили за неуспех напада на град. Ана Комнина нас извештава како је једну ноћ у Татикијев шатор дошао Боемунд опомињући га на нерасположење које влада и да остале крсташке вође имају намеру да га оптуже и осуде као издајника. Татикије се исте ноћи (почетак фебруара 1098. године) искрао из логора и побегао. Већ сутрадан је Боемунд био тај који га је најгласније оптуживао за издају. О тајном споразуму Татикија и Боемунда зна се једино из списа Ане Комнине, а сам Боемунд то никада није признао, што је свеукупно дало право латинским историчарима да заступају тезу да је Татикије заиста имао неке везе са Турцима. Међутим, то тешко може бити истина јер је византијских војника било јако мало и до тога момента Византинци нису играли значајнију улогу у походу. Данас изгледа да је Боемунд био тај који је међу крсташима успео да посеје ово неповерење према Византинцима желећи да их удаљи из логора и тиме онемогући сваку помисао о томе да им преда Антиохију, наравно пошто се она освоји. 

## Крсташки рат 1101. године
Татикије је био учесник и крсташког рата 1101. године, али није играо битнију улогу. Био је члан друге армије, заједно са Ремоном од Сен Жила и Стефаном од Блоа. Покушавао је да одврати крсташе од напада на данишмендског султана Малик Газија ради ослобађања Боемунда. Ипак, крсташи их нису послушали што је довело до великог пораза и погибије. 